# Oblik (grammatik)
Oblik är en beteckning i grammatiken på alla andra kasus än nominativ. Ofta räknas inte heller vokativ till oblika kasus.

## Termens ursprung
Obliquus betyder på latin ”lutande”, ”sned”. Antika grammatiker föreställde sig att andra kasus än nominativ var ”böjda”; ”nominativen föreställdes såsom ett i marken lodrätt stående stift genom vars nedböjande övriga kasus bildades” (SAOB).
Nominativ betecknades som casus rectus (rakt kasus) på latin, och andra latinska kasus betecknas som  casus obliquus, i pluralis casus obliqui (böjda kasus), vilka var ackusativ, dativ, genitiv och ablativ.

## Tillämpning i beskrivningen av språk
Om ett språk bara har två kasus, kan grundkasuset (subjektets kasus) kallas nominativ eller casus rectus, och det andra kasuset kan kallas oblikt kasus (casus obliquus). Ett sådant fall är fornfranskan, som uppstod ur vulgärlatin efter en förenkling av kasussystemet. Fornfranskan hade bara nominativ (även kallat direkt kasus, franska le direct) som också hade vokativ betydelse, och obliqvus (franska l'oblique) som utvecklats ur latinets ackusativkasus, men som även användes där ord tidigare haft genitiv, dativ eller ablativ böjning.
Om ett språk dessutom har vokativ kan språkets tre kasus kallas nominativ eller casus rectus, casus obliquus och vokativ, eftersom vokativ varken räknas som casus rectus eller casus obliquus.
”Oblik” är alltså antingen en samlingsbeteckning på kasus som inte är nominativ, eller namn på det icke‑nominativiska kasuset i ett system med två kasus (bortsett från vokativ, om det finns).

## I nordiska fornspråk
I nordiska fornspråk (och vissa nutida nordiska språkliga varieteter) är begreppet ”oblika kasus” relevant hos de maskulina och feminina svaga substantiven, som är n‐stammar. Hos dessa substantiv hade ackusativ, dativ och genitiv samma form i singularis. Exempel från fornsvenska:
|                                            | maskulinum drupi (droppe) | femininum vika (vecka) |
| nominativ                                  | drupi (ändelse ‑i/‑e)     | vika (ändelse ‑a)      |
| ackusativ, dativ, genitiv (”oblika kasus”) | drupa (ändelse ‑a)        | viku (ändelse ‑u/‑o)   |

Den oblika formen viku finns bevarad i veckoslut. Ett maskulint exempel på en rest av oblikt kasus är frasen ”ett herrans liv”.